# Plastophora fennicola
Plastophora fennicola är en tvåvingeart som beskrevs av Rudolf Beyer 1958. Plastophora fennicola ingår i släktet Plastophora och familjen puckelflugor. Inga underarter finns listade i Catalogue of Life.